# Cúp Vàng CONCACAF 2021
Cúp Vàng CONCACAF 2021 là phiên bản thứ 16 của Cúp Vàng CONCACAF, giải vô địch bóng đá nam quốc tế hai năm một lần của khu vực Bắc, Trung Mỹ và Caribe do Liên đoàn bóng đá Bắc, Trung Mỹ và Caribe (CONCACAF) tổ chức.
Ban đầu giải đấu dự kiến được tổ chức từ ngày 2 đến ngày 25 tháng 7 năm 2021, nhưng sau đó được dời lại từ ngày 10 tháng 7 đến ngày 1 tháng 8 năm 2021. México là đương kim vô địch, nhưng đã không thể bảo vệ thành công danh hiệu sau thất bại trước Hoa Kỳ ở trận chung kết.

## Các đội tham dự
Vào tháng 9 năm 2019, đã có thông báo rằng 12 đội sẽ đủ điều kiện tham dự thông qua CONCACAF Nations League 2019-20 và bốn đội thông qua vòng loại Cúp Vàng CONCACAF 2021.
Vào ngày 2 tháng 9 năm 2020, đã có thông báo rằng đội tuyển Qatar sẽ là khách mời sau khi vô địch Cúp bóng đá châu Á 2019. Đồng thời, ba đội thông qua vòng loại Cúp Vàng CONCACAF 2021.
Ngày 9 tháng 7 năm 2021, CONCACAF thông báo rằng Curaçao sẽ không tham dự do ảnh hưởng nghiêm trọng của Covid-19 lên quốc gia này. Do vậy, họ được thay thế bởi Guatemala, đội có thành tích tốt nhất trong các đội đáng lẽ bị loại ở vòng loại.
| Đội tuyển          | Tư cách qua vòng loại                     | Ngày vượt qua vòng loại | Số lần tham dự (+ Giải vô địch bóng đá CONCACAF) | Lần tham dự trước (+ Giải vô địch bóng đá CONCACAF) | Thành tích tốt nhất (+ Giải vô địch bóng đá CONCACAF)                               | Xếp hạng FIFA | Xếp hạng CONCACAF |
| ------------------ | ----------------------------------------- | ----------------------- | ------------------------------------------------ | --------------------------------------------------- | ----------------------------------------------------------------------------------- | ------------- | ----------------- |
| Canada             | CNL League A Group A 2nd place            | 11 tháng 10 năm 2019    | 15 (18)                                          | 2019                                                | Vô địch (2000) Vô địch (1985)                                                       | TBD           | TBD               |
| Honduras           | CNL League A Group C 1st place            | 13 tháng 10 năm 2019    | 15 (21)                                          | 2019                                                | Á quân (1991) Vô địch (1981)                                                        | TBD           | TBD               |
| Grenada            | CNL League B Group A 1st place            | 14 tháng 11 năm 2019    | 3 (3)                                            | 2011                                                | Vòng bảng (2009, 2011)                                                              | TBD           | TBD               |
| Jamaica            | CNL League B Group C 1st place            | 15 tháng 11 năm 2019    | 12 (14)                                          | 2019                                                | Á quân (2015, 2017)                                                                 | TBD           | TBD               |
| Hoa Kỳ             | CNL League A Group A 1st place            | 15 tháng 11 năm 2019    | 16 (18)                                          | 2019                                                | Vô địch (1991, 2002, 2005, 2007, 2013, 2017)                                        | TBD           | TBD               |
| México             | CNL League A Group B 1st place            | 15 tháng 11 năm 2019    | 16 (24)                                          | 2019                                                | Vô địch (1993, 1996, 1998, 2003, 2009, 2011, 2015, 2019) Vô địch (1965, 1971, 1977) | TBD           | TBD               |
| El Salvador        | CNL League B Group B 1st place            | 16 tháng 11 năm 2019    | 12 (18)                                          | 2019                                                | Tứ kết (2002, 2003, 2011, 2013, 2017) Á quân (1963, 1981)                           | TBD           | TBD               |
| Costa Rica         | CNL League A Group D 1st place            | 17 tháng 11 năm 2019    | 15 (21)                                          | 2019                                                | Á quân (2002) Vô địch (1963, 1969, 1989)                                            | TBD           | TBD               |
| Martinique         | CNL League A Group C 2nd place            | 17 tháng 11 năm 2019    | 7 (7)                                            | 2019                                                | Tứ kết (2002)                                                                       | TBD           | TBD               |
| Suriname           | CNL League B Group D 1st place            | 18 tháng 11 năm 2019    | 1 (3)                                            | N/A (1985)                                          | Lần đầu Hạng 6 (1977)                                                               | TBD           | TBD               |
| Panamá             | CNL League A Group B 2nd place            | 19 tháng 11 năm 2019    | 10 (11)                                          | 2019                                                | Á quân (2005, 2013)                                                                 | TBD           | TBD               |
| Qatar              | Khách mời                                 | 2 tháng 9 năm 2020      | 1st                                              | N/A                                                 | Lần đầu                                                                             | 58            | N/A               |
| Trinidad và Tobago | GCQ Round 2 winners                       | 6 tháng 7 năm 2021      | 11th (16th)                                      | 2019                                                | Third place (2000)                                                                  | 103           | 13                |
| Haiti              | GCQ Round 2 winners                       | 6 tháng 7 năm 2021      | 8th (16th)                                       | 2019                                                | Semi-finals (2019)                                                                  | 83            | 8                 |
| Guadeloupe         | GCQ Round 2 winners                       | 6 tháng 7 năm 2021      | 4th (4th)                                        | 2011                                                | Semi-finals (2007)                                                                  | N/A           | 16                |
| Guatemala          | Đội thua vòng loại có thành tích tốt nhất | 9 tháng 7 năm 2021      | 11th (19th)                                      | 2015                                                | Fourth place (1996) Champions (1967)                                                | 127           | 9                 |

1. ↑  Bold indicates that the corresponding team was hosting or co-hosting the event.

## Địa điểm
Vào ngày 13 tháng 4 năm 2021, CONCACAF thông báo rằng trận chung kết sẽ diễn ra vào ngày 1 tháng 8 năm 2021 tại Sân vận động Allegiant ở Paradise, Hoa Kỳ. Vào ngày 22 tháng 4, CONCACAF xác nhận giải đấu sẽ được tổ chức tại 8 thành phố ở Hoa Kỳ.
| Dallas                              | Arlington, Texas (khu vực Dallas/Fort Worth)                              | Houston                                                                   | Houston                                             |
| ----------------------------------- | ------------------------------------------------------------------------- | ------------------------------------------------------------------------- | --------------------------------------------------- |
| Cotton Bowl                         | Sân vận động AT&T                                                         | Sân vận động NRG                                                          | Sân vận động BBVA                                   |
| Sức chứa: 92.100                    | Sức chứa: 80.000                                                          | Sức chứa: 71.795                                                          | Sức chứa: 22.039                                    |
|                                     |                                                                           |                                                                           |                                                     |
| Glendale, Arizona (khu vực Phoenix) | OrlandoGlendaleThành phố KansasArlingtonFriscoDallasAustinParadiseHouston | OrlandoGlendaleThành phố KansasArlingtonFriscoDallasAustinParadiseHouston | Paradise, Nevada (khu vực Las Vegas)                |
| Sân vận động State Farm             | OrlandoGlendaleThành phố KansasArlingtonFriscoDallasAustinParadiseHouston | OrlandoGlendaleThành phố KansasArlingtonFriscoDallasAustinParadiseHouston | Sân vận động Allegiant                              |
| Sức chứa: 63.400                    | OrlandoGlendaleThành phố KansasArlingtonFriscoDallasAustinParadiseHouston | OrlandoGlendaleThành phố KansasArlingtonFriscoDallasAustinParadiseHouston | Sức chứa: 61.000                                    |
|                                     | OrlandoGlendaleThành phố KansasArlingtonFriscoDallasAustinParadiseHouston | OrlandoGlendaleThành phố KansasArlingtonFriscoDallasAustinParadiseHouston |                                                     |
| Orlando                             | Austin                                                                    | Frisco, Texas (khu vực Dallas/Fort Worth)                                 | Thành phố Kansas, Kansas (khu vực Thành phố Kansas) |
| Sân vận động Exploria               | Sân vận động Q2                                                           | Sân vận động Toyota                                                       | Children's Mercy Park                               |
| Sức chứa: 25.500                    | Sức chứa: 20.500                                                          | Sức chứa: 20.500                                                          | Sức chứa: 18.467                                    |
|                                     |                                                                           |                                                                           |                                                     |

## Lễ bốc thăm
Lễ bốc thăm vòng bảng diễn ra tại Miami, Florida vào ngày 28 tháng 9 năm 2020, lúc 20:00 EDT (UTC-4), cùng với lễ bốc thăm vòng sơ loại. Đây là lần đầu tiên bốc thăm vòng bảng cho Cúp Vàng. Các đội được chia thành bốn bảng dựa trên Bảng xếp hạng CONCACAF của tháng 8 năm 2020. Bốn đội của Nhóm 1 được tự động xếp hạt giống, với México ở bảng A, Hoa Kỳ ở bảng B, Costa Rica ở bảng C và Honduras ở bảng D. Đội khách mời Qatar được xếp vào nhóm 4 và bốc thăm trước vào bảng D, bắt đầu thi đấu vào ngày muộn nhất, vì họ cũng tham dự Cúp bóng đá Nam Mỹ 2021 trước Cúp Vàng.
Sau đây là thành phần của các nhóm bốc thăm (Bảng xếp hạng CONCACAF tháng 8 năm 2020 hiển thị trong ngoặc đơn):
| Nhóm 1 | Nhóm 2                                                     | Nhóm 3                                                                                | Nhóm 4                                                                                               |
| --- | ---------------------------------------------------------- | ------------------------------------------------------------------------------------- | --- |
| México (1) (vị trí A1) · Hoa Kỳ (2) (vị trí B1) · Costa Rica (3) (vị trí C1) · Honduras (4) (vị trí D1) · | Jamaica (5) · Canada (6) · Panamá (8) · El Salvador (10) · | Martinique (11) · Curaçao (thay bằng Guatemala) (12) · Suriname (15) · Grenada (20) · | Thắng trận 7 vòng sơ loại · Thắng trận 8 vòng sơ loại · Thắng trận 9 vòng sơ loại · Qatar (Bảng D) · |

## Vòng bảng

### Bảng A
| VT | Đội                | ST | T | H | B | BT | BB | HS | Đ | Giành quyền tham dự                 |
| -- | ------------------ | -- | - | - | - | -- | -- | -- | - | ----------------------------------- |
| 1  | México             | 3  | 2 | 1 | 0 | 4  | 0  | +4 | 7 | Đi tiếp vào vòng đấu loại trực tiếp |
| 2  | El Salvador        | 3  | 2 | 0 | 1 | 4  | 1  | +3 | 6 | Đi tiếp vào vòng đấu loại trực tiếp |
| 3  | Trinidad và Tobago | 3  | 0 | 2 | 1 | 1  | 3  | −2 | 2 |                                     |
| 4  | Guatemala          | 3  | 0 | 1 | 2 | 1  | 6  | −5 | 1 |                                     |

| El Salvador                | 2–0 | Guatemala |
| -------------------------- | --- | --------- |
| - Roldan 81' - Rivas 90+6' |     |           |

| México | 0–0 | Trinidad và Tobago |
| ------ | --- | ------------------ |
|        |     |                    |

| Trinidad và Tobago | 0–2 | El Salvador                    |
| ------------------ | --- | ------------------------------ |
|                    |     | - Henríquez 30' - Martinez 90' |

| Guatemala | 0–3 | México                            |
| --------- | --- | --------------------------------- |
|           |     | - Funes Mori 29, 55' - Pineda 79' |

| México            | 1–0 | El Salvador |
| ----------------- | --- | ----------- |
| - A.Rodríguez 26' |     |             |

| Guatemala      | 1–1 | Trinidad và Tobago |
| -------------- | --- | ------------------ |
| - Gordillo 77' |     | - R.Moore 12'      |

### Bảng B
| VT | Đội        | ST | T | H | B | BT | BB | HS | Đ | Giành quyền tham dự                 |
| -- | ---------- | -- | - | - | - | -- | -- | -- | - | ----------------------------------- |
| 1  | Hoa Kỳ (H) | 3  | 3 | 0 | 0 | 7  | 1  | +6 | 9 | Đi tiếp vào vòng đấu loại trực tiếp |
| 2  | Canada     | 3  | 2 | 0 | 1 | 8  | 3  | +5 | 6 | Đi tiếp vào vòng đấu loại trực tiếp |
| 3  | Haiti      | 3  | 1 | 0 | 2 | 3  | 6  | −3 | 3 |                                     |
| 4  | Martinique | 3  | 0 | 0 | 3 | 3  | 12 | −9 | 0 |                                     |

| Canada                                                  | 4–1 | Martinique    |
| ------------------------------------------------------- | --- | ------------- |
| - Larin 16' - Osorio 20' - Eustáquio 26' - Corbeanu 89' |     | - Rivière 10' |

| Hoa Kỳ     | 1–0 | Haiti |
| ---------- | --- | ----- |
| - Vines 8' |     |       |

| Haiti         | 1–4 | Canada                                                       |
| ------------- | --- | ------------------------------------------------------------ |
| - Lambèse 56' |     | - Eustáquio 5' - Larin 51, 74' (ph.đ.) - Hoilett 79' (ph.đ.) |

| Martinique            | 1–5 | Hoa Kỳ                                                          |
| --------------------- | --- | --------------------------------------------------------------- |
| - Rivière 64' (ph.đ.) |     | - Dike 14, 59' - Camille 23' (l.n.) - Robinson 50' - Zardes 70' |

| Martinique    | 1–2 | Haiti                    |
| ------------- | --- | ------------------------ |
| - Fortuné 53' |     | - C.Antonie 3' - Adé 61' |

| Hoa Kỳ       | 1–0 | Canada |
| ------------ | --- | ------ |
| - S.Moore 1' |     |        |

### Bảng C
| VT | Đội        | ST | T | H | B | BT | BB | HS | Đ | Giành quyền tham dự            |
| -- | ---------- | -- | - | - | - | -- | -- | -- | - | ------------------------------ |
| 1  | Costa Rica | 3  | 3 | 0 | 0 | 6  | 2  | +4 | 9 | Đi vào vòng đấu loại trực tiếp |
| 2  | Jamaica    | 3  | 2 | 0 | 1 | 4  | 2  | +2 | 6 | Đi vào vòng đấu loại trực tiếp |
| 3  | Suriname   | 3  | 1 | 0 | 2 | 3  | 5  | −2 | 3 |                                |
| 4  | Guadeloupe | 3  | 0 | 0 | 3 | 3  | 7  | −4 | 0 |                                |

| Jamaica                   | 2–0 | Suriname |
| ------------------------- | --- | -------- |
| - Nicholson 6' - Reid 26' |     |          |

| Costa Rica                                  | 3–1 | Guadeloupe     |
| ------------------------------------------- | --- | -------------- |
| - J.Campbell 6' - Lassiter 21' - Borges 70' |     | - Mirval 45+5' |

| Guadeloupe       | 1–2 | Jamaica                     |
| ---------------- | --- | --------------------------- |
| - Bell 4' (l.n.) |     | - Burke 14' - Flemmings 87' |

| Suriname      | 1–2 | Costa Rica                    |
| ------------- | --- | ----------------------------- |
| - Vlijter 52' |     | - J.Campbell 58' - Borges 59' |

| Costa Rica   | 1–0 | Jamaica |
| ------------ | --- | ------- |
| - B.Ruiz 53' |     |         |

| Suriname                        | 2–1 | Guadeloupe    |
| ------------------------------- | --- | ------------- |
| - Vlijter 14' - Hasselbaink 79' |     | - Phaeton 20' |

### Bảng D
| VT | Đội      | ST | T | H | B | BT | BB | HS  | Đ | Giành quyền tham dự            |
| -- | -------- | -- | - | - | - | -- | -- | --- | - | ------------------------------ |
| 1  | Qatar    | 3  | 2 | 1 | 0 | 9  | 3  | +6  | 7 | Đi vào vòng đấu loại trực tiếp |
| 2  | Honduras | 3  | 2 | 0 | 1 | 7  | 4  | +3  | 6 | Đi vào vòng đấu loại trực tiếp |
| 3  | Panamá   | 3  | 1 | 1 | 1 | 8  | 7  | +1  | 4 |                                |
| 4  | Grenada  | 3  | 0 | 0 | 3 | 1  | 11 | −10 | 0 |                                |

| Qatar                                        | 3–3      | Panamá                                   |
| -------------------------------------------- | -------- | ---------------------------------------- |
| - Afif 48' - Ali 53' - Al-Haydos 63' (ph.đ.) | Chi tiết | - Blackburn 51', 58' - Davis 79' (ph.đ.) |

| Honduras                                               | 4–0 | Grenada |
| ------------------------------------------------------ | --- | ------- |
| - Bengtson 28' - Solano 52' - Leverón 85' - Quioto 87' |     |         |

| Grenada | 0–4      | Qatar                                          |
| ------- | -------- | ---------------------------------------------- |
|         | Chi tiết | - Hatem 11' - Afif 22' - Muntari 36' - Ali 46' |

| Panamá                            | 2–3 | Honduras                     |
| --------------------------------- | --- | ---------------------------- |
| - Davis 32' (ph.đ.) - Yanis 45+1' |     | - Quioto 21, 65' - López 61' |

| Panamá                                   | 3–1 | Grenada     |
| ---------------------------------------- | --- | ----------- |
| - A.Quintero 7' - Luis Rodríguez 27, 64' |     | - Frank 76' |

| Honduras | 0–2      | Qatar                     |
| -------- | -------- | ------------------------- |
|          | Chi tiết | - Homam 25' - Hatem 90+4' |

## Vòng đấu loại trực tiếp

### Nhánh đấu
|  | Tứ kết                          | Tứ kết                              |                               |   | Bán kết | Bán kết |  |  | Chung kết | Chung kết |
|  |                                 |                                     |                               |   |         |         |  |  |           |           |
|  | 24 Tháng 7 năm 2021 – Glendale  |                                     |                               |   |         |         |  |  |           |           |
|  |                                 |                                     |                               |   |         |         |  |  |           |           |
|  | Qatar                           | 3                                   |                               |   |         |         |  |  |           |           |
|  | Qatar                           | 3                                   | 29 Tháng 7 năm 2021 – Austin  |   |         |         |  |  |           |           |
|  | El Salvador                     | 2                                   |                               |   |         |         |  |  |           |           |
|  | El Salvador                     | 2                                   | Qatar                         | 0 |         |         |  |  |           |           |
|  | 25 Tháng 7 năm 2021 – Arlington |                                     | Qatar                         | 0 |         |         |  |  |           |           |
|  |                                 | Hoa Kỳ                              | 1                             |   |         |         |  |  |           |           |
|  | Hoa Kỳ                          | Hoa Kỳ                              | 1                             | 1 |         |         |  |  |           |           |
|  | Hoa Kỳ                          |                                     | 1 tháng 8 năm 2021 – Paradise | 1 |         |         |  |  |           |           |
|  | Jamaica                         | 0                                   |                               |   |         |         |  |  |           |           |
|  | Jamaica                         | 0                                   | Hoa Kỳ (s.h.p.)               | 1 |         |         |  |  |           |           |
|  | 24 Tháng 7 năm 2021 – Glendale  |                                     | Hoa Kỳ (s.h.p.)               | 1 |         |         |  |  |           |           |
|  |                                 | México                              | 0                             |   |         |         |  |  |           |           |
|  | México                          | México                              | 0                             | 3 |         |         |  |  |           |           |
|  | México                          | 29 Tháng 7 năm 2021 – Houston (NRG) |                               | 3 |         |         |  |  |           |           |
|  | Honduras                        | 0                                   |                               |   |         |         |  |  |           |           |
|  | Honduras                        | 0                                   | México                        | 2 |         |         |  |  |           |           |
|  | 25 Tháng 7 năm 2021 – Arlignton |                                     | México                        | 2 |         |         |  |  |           |           |
|  |                                 | Canada                              | 1                             |   |         |         |  |  |           |           |
|  | Costa Rica                      | Canada                              | 1                             | 0 |         |         |  |  |           |           |
|  | Costa Rica                      |                                     |                               | 0 |         |         |  |  |           |           |
|  | Canada                          | 2                                   |                               |   |         |         |  |  |           |           |
|  | Canada                          | 2                                   |                               |   |         |         |  |  |           |           |

### Tứ kết
| Qatar                           | 3–2 | El Salvador     |
| ------------------------------- | --- | --------------- |
| - Ali 2, 55' (ph.đ.) - Hatem 8' |     | - Rivas 63, 66' |

| México                                         | 3–0 | Honduras |
| ---------------------------------------------- | --- | -------- |
| - Funes Mori 26' - Dos Santos 31' - Pineda 38' |     |          |

| Costa Rica | 0–2 | Canada                        |
| ---------- | --- | ----------------------------- |
|            |     | - Hoilett 18' - Eustáquio 68' |

| Hoa Kỳ      | 1–0 | Jamaica |
| ----------- | --- | ------- |
| - Hoppe 83' |     |         |

### Bán kết
| Qatar | 0–1      | Hoa Kỳ       |
| ----- | -------- | ------------ |
|       | Chi tiết | - Zardes 86' |

| México                                   | 2–1 | Canada         |
| ---------------------------------------- | --- | -------------- |
| - Pineda 45+2' (ph.đ.) - H.Herrera 90+9' |     | - Buchanan 57' |

### Chung kết
| Hoa Kỳ          | 1–0 (s.h.p.) | México |
| --------------- | ------------ | ------ |
| - Robinson 117' |              |        |

## Thành tích

### Danh sách cầu thủ ghi bàn
Đã có 89 bàn thắng ghi được trong 31 trận đấu, trung bình 2.87 bàn thắng mỗi trận đấu.
4 bàn thắng
- Almoez Ali

3 bàn thắng
- Stephen Eustáquio
- Cyle Larin
- Rogelio Funes Mori
- Orbelín Pineda
- Joaquín Rivas
- Abdulaziz Hatem

2 bàn thắng
- Junior Hoilett
- Celso Borges
- Joel Campbell
- Romell Quioto
- Emmanuel Rivière
- Rolando Blackburn
- Eric Davis
- Akram Afif
- Gleofilo Vlijer
- Daryl Dike
- Miles Robinson
- Gyasi Zardes

1 bàn thắng
- Tajor Buchanan
- Theo Corbeanu
- Jonathan Osorio
- Ariel Lassiter
- Bryan Ruiz
- Alex Roldan
- Romar Matthew Frank
- Rapael Mirval
- Matthias Phaeton
- Gerardo Gordillo
- Ricardo Adé
- Carnejy Antonie
- Stéphane Lambèse
- Alexander López
- Jerry Bengtson
- Jairo Henríquez
- Johnny Leverón
- Walmer Martinez
- Edwin Solano
- Cory Burke
- Junior Flemmings
- Shamar Nicholson
- Bobby Ried
- Kévin Fortuné
- Héctor Herrera
- Luis Alfonso Rodríguez
- Jonathan dos Santos
- Alberto Quintero
- José Luis Rodríguez
- César Yanis
- Homam Ahmed
- Hassan Al-Haydos
- Mohammed Muntari
- Reon Moore
- Nigel Hasselbaink
- Nicholas Gioacchini
- Matthew Hoppe
- Shaquell Moore
- Sam Vines

1 bàn phản lưới nhà
- Amari'i Bell (trong trận gặp Guadeloupe)
- Samuel Camille (trong trận gặp Hoa Kỳ)

### Bảng xếp hạng chung cuộc
Tính từ vòng đấu loại trực tiếp, sau 90 phút thi đấu chính thức và 30 phút thi đấu hiệp phụ mà không bàn thắng nào được ghi và giải quyết bằng loạt sút luân lưu 11m thì vẫn được tính là trận hòa.

| VT | Đội                | ST | T | H | B | BT | BB | HS  | Đ  | Kết quả chung cuộc  |
| -- | ------------------ | -- | - | - | - | -- | -- | --- | -- | ------------------- |
| 1  | Hoa Kỳ (H)         | 6  | 6 | 0 | 0 | 11 | 1  | +10 | 18 | Vô địch             |
| 2  | México             | 6  | 4 | 1 | 1 | 9  | 2  | +7  | 13 | Á quân              |
|    |                    |    |   |   |   |    |    |     |    |                     |
| 3  | Qatar              | 5  | 3 | 1 | 1 | 12 | 6  | +6  | 10 | Bị loại ở bán kết   |
| 4  | Canada             | 5  | 3 | 0 | 2 | 11 | 5  | +6  | 9  | Bị loại ở bán kết   |
|    |                    |    |   |   |   |    |    |     |    |                     |
| 5  | Costa Rica         | 4  | 3 | 0 | 1 | 6  | 4  | +2  | 9  | Bị loại ở tứ kết    |
| 6  | El Salvador        | 4  | 2 | 0 | 2 | 6  | 4  | +2  | 6  | Bị loại ở tứ kết    |
| 7  | Jamaica            | 4  | 2 | 0 | 2 | 4  | 3  | +1  | 6  | Bị loại ở tứ kết    |
| 8  | Honduras           | 4  | 2 | 0 | 2 | 7  | 7  | 0   | 6  | Bị loại ở tứ kết    |
|    |                    |    |   |   |   |    |    |     |    |                     |
| 9  | Panamá             | 3  | 1 | 1 | 1 | 8  | 7  | +1  | 4  | Bị loại ở vòng bảng |
| 10 | Suriname           | 3  | 1 | 0 | 2 | 3  | 5  | −2  | 3  | Bị loại ở vòng bảng |
| 11 | Haiti              | 3  | 1 | 0 | 2 | 3  | 6  | −3  | 3  | Bị loại ở vòng bảng |
| 12 | Trinidad và Tobago | 3  | 0 | 2 | 1 | 1  | 3  | −2  | 2  | Bị loại ở vòng bảng |
| 13 | Guatemala          | 3  | 0 | 1 | 2 | 1  | 6  | −5  | 1  | Bị loại ở vòng bảng |
| 14 | Guadeloupe         | 3  | 0 | 0 | 3 | 3  | 7  | −4  | 0  | Bị loại ở vòng bảng |
| 15 | Martinique         | 3  | 0 | 0 | 3 | 3  | 12 | −9  | 0  | Bị loại ở vòng bảng |
| 16 | Grenada            | 3  | 0 | 0 | 3 | 1  | 11 | −10 | 0  | Bị loại ở vòng bảng |

## Bản quyền phát sóng

### Truyền hình
- Canada: OneSoccer
- Costa Rica: Teletica, Repretel
- El Salvador: TCS
- Honduras: Televicentro
- Hoa Kỳ: FOX, • Galavision, • Unimás, • Univision
- México: Canal 5, • Las Estrellas, TUDN

### Phát thanh
- Hoa Kỳ: Fútbol de Primera